# Clare (circonscription du Dáil)
Pour les articles homonymes, voir Clare.
Clare est une circonscription électorale irlandaise. Elle permet d'élire des membres du Dáil Éireann, la chambre basse de l'Oireachtas, le parlement d'Irlande. L'élection se fait suivant un scrutin proportionnel plurinominal avec scrutin à vote unique transférable.

## Histoire et frontières
Les limites de la circonscription ont considérablement varié depuis sa formation en 1921, mais les limites utilisées pour les élections générales de 2016 s'étendent sur presque toute la zone du comté, en incluant les villes d'Ennis, de Shannon, de Kilrush, de Newmarket-on-Fergus et de Ennistymon. Une petite partie du sud-est du comté autour de Ballyglass se trouve dans la circonscription de Limerick City.
Clare est historiquement un bastion du Fianna Fáil. Le fondateur du parti, Éamon de Valera a servi la circonscription pendant 38 ans, de 1921 à 1959. Sa petite-fille, Síle de Valera, a pris sa retraite en tant que député pour la région lors des élections générales de 2007. D'autres anciens députés notables incluent le président Patrick Hillery, le président de longue date Ceann Comhairle (président du Dáil), Patrick Hogan et Moosajee Bhamjee qui fut le premier député musulman.
Le Electoral (Amendment) (Dáil Constituencies) Act 2013 (modification de 2013 de la loi électorale) définit la circonscription comme suit : "Le comté de Clare, à l'exception de la partie de celui-ci qui est comprise dans la circonscription de Limerick City."

### Depuis 2020
Depuis les élections générales de 2020, la circonscription couvre toute la zone de comté de Clare. Le Electoral (Amendment) (Dáil Constituencies) Act 2017 (modification de 2017 de la loi électorale) définit la circonscription comme suit : "The county of Clare."

## Députés
Note : Les colonnes de ce tableau sont utilisées uniquement à des fins de présentation et aucune importance ne doit être attachée à l'ordre des colonnes. Pour plus de détails sur l'ordre dans lequel les sièges ont été remportés à chaque élection, voir les résultats détaillés de cette élection.

## Élections

### Élections générales de 2020
| Parti                                                                                              | Parti                           | Candidat          | %    | Comptage | Comptage | Comptage | Comptage | Comptage | Comptage | Comptage | Comptage | Comptage | Comptage |
| Parti                                                                                              | Parti                           | Candidat          | %    | 1        | 2        | 3        | 4        | 5        | 6        | 7        | 8        | 9        | 10       |
| -------------------------------------------------------------------------------------------------- | ------------------------------- | ----------------- | ---- | -------- | -------- | -------- | -------- | -------- | -------- | -------- | -------- | -------- | -------- |
| | Indépendant                     | Michael McNamara  | 12,3 | 7 332    | 7 350    | 7 465    | 7 588    | 7 702    | 8 169    | 8 535    | 9 380    | 10 113   | 12 205   |
| | Sinn Féin                       | Violet-Anne Wynne | 15,1 | 8 987    | 8 998    | 9 063    | 9 142    | 9 599    | 9 807    | 9 889    | 10 082   | 10 291   | 11 903   |
| | Fianna Fáil                     | Cathal Crowe      | 14,0 | 8 355    | 8 372    | 8 402    | 8 508    | 8 541    | 8 641    | 8 834    | 10 115   | 10 659   | 11 471   |
| | Fine Gael                       | Joe Carey         | 9,6  | 5 684    | 5 688    | 5 721    | 5 745    | 5 771    | 5 814    | 6 485    | 6 669    | 10 193   | 11 345   |
| | Fianna Fáil                     | Timmy Dooley      | 13,0 | 7 763    | 7 767    | 7 783    | 7 805    | 7 826    | 7 906    | 8 087    | 9 250    | 9 943    | 10 630   |
| | Parti vert                      | Róisín Garvey     | 9,5  | 5 624    | 5 640    | 5 735    | 5 778    | 6 213    | 6 337    | 6 626    | 6 959    | 7 339    |          |
| | Fine Gael                       | Pat Breen         | 9,1  | 5 406    | 5 409    | 5 454    | 5 478    | 5 494    | 5 578    | 5 987    | 6 401    |          |          |
| | Fianna Fáil                     | Rita McInerney    | 7,0  | 4 136    | 4 146    | 4 179    | 4 233    | 4 250    | 4 440    | 4 606    |          |          |          |
| | Fine Gael                       | Martin Conway     | 3,8  | 2 285    | 2 287    | 2 310    | 2 322    | 2 340    | 2 424    |          |          |          |          |
| | Indépendant                     | Joseph Woulfe     | 2,0  | 1 218    | 1 226    | 1 285    | 1 402    | 1 504    |          |          |          |          |          |
| | Solidarity–People Before Profit | Theresa O'Donohue | 2,0  | 1 196    | 1 207    | 1 254    | 1 286    |          |          |          |          |          |          |
| | Irish Freedom                   | Michael Leahy     | 1,2  | 704      | 764      | 807      |          |          |          |          |          |          |          |
| | Indépendant                     | David Barrett     | 0,7  | 400      | 404      |          |          |          |          |          |          |          |          |
| | Indépendant                     | Trudy Leyden      | 0,4  | 218      | 222      |          |          |          |          |          |          |          |          |
| | Renua                           | Conor O Brien     | 0,3  | 187      |          |          |          |          |          |          |          |          |          |
| Électorat : 91 120 Valide : 59 495 Non valide : 519 Quota : 11 900 Participation : 60 014 (65,86%) |                                 |                   |      |          |          |          |          |          |          |          |          |          |          |

1. ↑  People Before Profit  Solidarity and RISE are contesting this election as Solidarity–People Before Profit  so candidates appear on the ballot under this name, O'Donohue is a member of People Before Profit,
2. ↑  Barrett is a member of the Moderate Party, It is an unregistered political party  so candidates appear on the ballot as non-party

### Élections générales de 2016
| Parti | Parti              | Candidat              | %    | Comptage | Comptage | Comptage | Comptage | Comptage | Comptage | Comptage | Comptage | Comptage | Comptage | Comptage | Comptage |
| Parti | Parti              | Candidat              | %    | 1        | 2        | 3        | 4        | 5        | 6        | 7        | 8        | 9        | 10       | 11       | 12       |
| --- | ------------------ | --------------------- | ---- | -------- | -------- | -------- | -------- | -------- | -------- | -------- | -------- | -------- | -------- | -------- | -------- |
| | Fianna Fáil        | Timmy Dooley          | 17.9 | 10 215   | 10 292   | 10 382   | 10 480   | 10 624   | 10 772   | 12 150   |          |          |          |          |          |
| | Sans étiquette     | Michael Harty         | 15.1 | 8 629    | 8 812    | 8 978    | 9 065    | 9 840    | 10 360   | 10 688   | 10 843   | 11 962   |          |          |          |
| | Fine Gael          | Pat Breen             | 11.5 | 6 583    | 6 621    | 6 640    | 6 857    | 7 337    | 7 420    | 7 512    | 7 537    | 7 815    | 7 910    | 8 292    | 10 088   |
| | Fine Gael          | Joe Carey             | 10.7 | 6 071    | 6 115    | 6 148    | 6 195    | 6 778    | 6 894    | 7 032    | 7 062    | 7 422    | 7 535    | 7 931    | 9 915    |
| | Fianna Fáil        | Michael McDonagh      | 8.3  | 4 726    | 4 749    | 4 764    | 4 954    | 4 997    | 5 056    | 5 497    | 5 887    | 6 139    | 6 229    | 6 929    | 7 762    |
| | Parti travailliste | Michael McNamara      | 7.8  | 4 472    | 4 516    | 4 587    | 4 672    | 4 896    | 5 347    | 5 498    | 5 569    | 5 955    | 6 090    | 6 844    |          |
| | Sinn Féin          | Noeleen Moran         | 7.4  | 4 216    | 4 277    | 4 519    | 4 611    | 4 664    | 4 957    | 5 058    | 5 083    | 5 473    | 5 601    |          |          |
| | Sans étiquette     | Anne Norton           | 3.9  | 2 240    | 2 321    | 2 442    | 2 521    | 2 686    | 2 982    | 3 152    | 3 205    |          |          |          |          |
| | Fianna Fáil        | Clare Colleran Molloy | 4.6  | 2 639    | 2 673    | 2 697    | 2 716    | 2 824    | 2 880    |          |          |          |          |          |          |
| | Parti vert         | Fergal Smith          | 3.0  | 1 700    | 1 764    | 2 092    | 2 144    | 2 193    |          |          |          |          |          |          |          |
| | Fine Gael          | Mary Howard           | 3.6  | 2 053    | 2 076    | 2 098    | 2 119    |          |          |          |          |          |          |          |          |
| | Sans étiquette     | Ian Lynch             | 2.6  | 1 494    | 1 535    | 1 575    |          |          |          |          |          |          |          |          |          |
| | Fís Nua            | Niamh O'Brien         | 2.0  | 1 154    | 1 216    |          |          |          |          |          |          |          |          |          |          |
| | Sans étiquette     | Richard Cahill        | 1.2  | 699      |          |          |          |          |          |          |          |          |          |          |          |
| | Sans étiquette     | André Sibo Hakizimana | 0.1  | 70       |          |          |          |          |          |          |          |          |          |          |          |
| | Sans étiquette     | Dermot Mulqueen       | 0.1  | 39       |          |          |          |          |          |          |          |          |          |          |          |
| Électorat : 83 660 Valide : 57 000 Non valide : 407 (0.7%) Quota : 11 401 Participation : 57 407 (68.6%) |                    |                       |      |          |          |          |          |          |          |          |          |          |          |          |          |

### Élections générales de 2011
| Parti | Parti              | Candidat         | %    | Comptage | Comptage | Comptage | Comptage | Comptage | Comptage | Comptage | Comptage | Comptage | Comptage | Comptage | Comptage |
| Parti | Parti              | Candidat         | %    | 1        | 2        | 3        | 4        | 5        | 6        | 7        | 8        | 9        | 10       | 11       | 12       |
| --- | ------------------ | ---------------- | ---- | -------- | -------- | -------- | -------- | -------- | -------- | -------- | -------- | -------- | -------- | -------- | -------- |
| | Fine Gael          | Pat Breen        | 17,0 | 9 855    | 9 865    | 9 879    | 9 896    | 9 917    | 9 949    | 10 084   | 10 207   | 10 479   | 10 988   | 13 334   |          |
| | Parti travailliste | Michael McNamara | 14,8 | 8 572    | 8 581    | 8 615    | 8 659    | 8 697    | 8 871    | 9 071    | 9 584    | 9 985    | 10 552   | 11 883   |          |
| | Fine Gael          | Joe Carey        | 13,5 | 7 840    | 7 859    | 7 876    | 7 888    | 7 906    | 7 953    | 8 028    | 8 160    | 8 334    | 8 617    | 10 961   | 12 489   |
| | Fianna Fáil        | Timmy Dooley     | 11,7 | 6 789    | 6 795    | 6 806    | 6 813    | 6 823    | 6 858    | 6 906    | 6 963    | 7 071    | 10 597   | 10 965   | 11 021   |
| | Sans étiquette     | James Breen      | 11,2 | 6 491    | 6 546    | 6 583    | 6 599    | 6 662    | 6 795    | 7 029    | 7 136    | 7 678    | 8 732    | 9 354    | 9 520    |
| | Fine Gael          | Tony Mulcahy     | 11,8 | 6 829    | 6 832    | 6 861    | 6 866    | 6 881    | 6 932    | 6 980    | 7 106    | 7 228    | 7 438    |          |          |
| | Fianna Fáil        | John Hillery     | 10,4 | 6 015    | 6 020    | 6 044    | 6 053    | 6 066    | 6 093    | 6 161    | 6 242    | 6 468    |          |          |          |
| | Sans étiquette     | Brian Markham    | 2,7  | 1 543    | 1 547    | 1 565    | 1 585    | 1 637    | 1 825    | 2 064    | 2 157    |          |          |          |          |
| | Parti vert         | Brian Meaney     | 2,0  | 1 154    | 1 158    | 1 163    | 1 172    | 1 187    | 1 266    | 1 339    |          |          |          |          |          |
| | Sans étiquette     | Jim Connolly     | 1,7  | 978      | 1 002    | 1 015    | 1 031    | 1 075    | 1 216    |          |          |          |          |          |          |
| | Sans étiquette     | Madeline McAleer | 0,7  | 428      | 429      | 450      | 487      | 509      |          |          |          |          |          |          |          |
| | Sans étiquette     | Ann Cronin       | 0,7  | 419      | 429      | 440      | 497      | 521      |          |          |          |          |          |          |          |
| | Sans étiquette     | Gerry Walshe     | 0,6  | 328      | 332      | 340      | 352      |          |          |          |          |          |          |          |          |
| | Sans étiquette     | Sarah Ferrigan   | 0,4  | 252      | 260      | 265      |          |          |          |          |          |          |          |          |          |
| | Sans étiquette     | J, J, McCabe     | 0,4  | 248      | 252      |          |          |          |          |          |          |          |          |          |          |
| | Sans étiquette     | Patrick Brassil  | 0,3  | 175      |          |          |          |          |          |          |          |          |          |          |          |
| Électorat : 82 745 Valide : 57 916 Non valide : 579 (1,0%) Quota : 11 584 Participation : 58 495 (70,7%) |                    |                  |      |          |          |          |          |          |          |          |          |          |          |          |          |

### Élections générales de 2007
| Parti | Parti                    | Candidat               | %    | Comptage | Comptage | Comptage | Comptage | Comptage | Comptage | Comptage | Comptage | Comptage |
| Parti | Parti                    | Candidat               | %    | 1        | 2        | 3        | 4        | 5        | 6        | 7        | 8        | 9        |
| --- | ------------------------ | ---------------------- | ---- | -------- | -------- | -------- | -------- | -------- | -------- | -------- | -------- | -------- |
| | Fianna Fáil              | Timmy Dooley           | 19,1 | 10 791   | 11 013   | 11 273   | 11 634   |          |          |          |          |          |
| | Fianna Fáil              | Tony Killeen           | 14,8 | 8 321    | 8 463    | 8 660    | 8 976    | 9 384    | 9 696    | 14 083   |          |          |
| | Fine Gael                | Pat Breen              | 12,5 | 7 036    | 7 204    | 7 308    | 7 695    | 8 572    | 10 358   | 11 112   | 11 667   |          |
| | Fine Gael                | Joe Carey              | 10,3 | 5 818    | 6 008    | 6 116    | 6 664    | 7 547    | 9 090    | 9 417    | 9 801    | 9 982    |
| | Sans étiquette           | James Breen            | 9,3  | 5 218    | 5 340    | 5 689    | 6 481    | 6 876    | 7 451    | 8 203    | 9 334    | 9 526    |
| | Fianna Fáil              | Brendan Daly           | 10,1 | 5 712    | 5 870    | 5 993    | 6 089    | 6 278    | 6 807    |          |          |          |
| | Fine Gael                | Madeleine Taylor-Quinn | 6,4  | 3 592    | 3 719    | 3 887    | 4 419    | 5 170    |          |          |          |          |
| | Fine Gael                | Tony Mulcahy           | 6,0  | 3 408    | 3 493    | 3 611    | 3 833    |          |          |          |          |          |
| | Parti vert               | Brian Meaney           | 5,1  | 2 858    | 3 163    | 3 605    |          |          |          |          |          |          |
| | Sinn Féin                | Anna Prior             | 3,4  | 1 929    | 2 012    |          |          |          |          |          |          |          |
| | Parti travailliste       | Pascal Fitzgerald      | 1,6  | 892      |          |          |          |          |          |          |          |          |
| | Démocrates progressistes | Murt Collins           | 1,4  | 810      |          |          |          |          |          |          |          |          |
| Électorat : 79 555 Valide : 56 385 Non valide : 385 (0,7%) Quota : 11 278 Participation : 56 770 (71,4%) |                          |                        |      |          |          |          |          |          |          |          |          |          |

### Élections générales de 2002
| Parti                                                                                                   | Parti                | Candidat               | %    | Comptage | Comptage | Comptage | Comptage | Comptage |
| Parti                                                                                                   | Parti                | Candidat               | %    | 1        | 2        | 3        | 4        | 5        |
| --- | -------------------- | ---------------------- | ---- | -------- | -------- | -------- | -------- | -------- |
| | Sans étiquette       | James Breen            | 19,5 | 9 721    | 10 054   |          |          |          |
| | Fine Gael            | Pat Breen              | 9,1  | 4 541    | 4 701    | 5 265    | 6 934    | 11 396   |
| | Fianna Fáil          | Tony Killeen           | 16,3 | 8 130    | 8 252    | 8 640    | 9 064    | 9 482    |
| | Fianna Fáil          | Síle de Valera         | 15,6 | 7 755    | 7 866    | 8 464    | 8 819    | 9 370    |
| | Fianna Fáil          | Brendan Daly           | 13,5 | 6 717    | 6 786    | 6 914    | 7 086    | 7 683    |
| | Fine Gael            | Madeleine Taylor-Quinn | 8,3  | 4 124    | 4 349    | 5 034    | 6 726    |          |
| | Fine Gael            | Donal Carey            | 8,1  | 4 015    | 4 227    | 4 591    |          |          |
| | Parti vert           | Brian Meaney           | 5,8  | 2 903    | 3 508    |          |          |          |
| | Parti travailliste   | Michael Corley         | 3,4  | 1 720    |          |          |          |          |
| | Christian Solidarity | Derek Whelan           | 0,4  | 176      |          |          |          |          |
| Électorat : 80 412 Valide : 49 802 Non valide : 539 (1,1%) Quota : 9 961 Participation : 50 341 (62,6%) |                      |                        |      |          |          |          |          |          |

### Élections générales de 1997
| Parti | Parti                    | Candidat               | Première préférence | %    | Siège | Comptage |
| --- | ------------------------ | ---------------------- | ------------------- | ---- | ----- | -------- |
| | Fianna Fáil              | Tony Killeen           | 8 169               | 17,4 | 1     | 7        |
| | Fianna Fáil              | Síle de Valera         | 8 025               | 17,1 | 2     | 7        |
| | Fine Gael                | Donal Carey            | 7 781               | 16,6 | 3     | 7        |
| | Fianna Fáil              | Brendan Daly           | 7 420               | 15,8 | 4     | 9        |
| | Fine Gael                | Madeleine Taylor-Quinn | 6 325               | 13,5 |       |          |
| | Démocrates progressistes | Mary Mannion           | 3 250               | 6,9  |       |          |
| | Parti vert               | Brian Meaney           | 1 682               | 3,6  |       |          |
| | Parti travailliste       | Brídín Twist           | 1 684               | 3,6  |       |          |
| | National Party           | Rita O'Connor          | 876                 | 1,9  |       |          |
| | Sans étiquette           | Brigid Makowski        | 944                 | 2,0  |       |          |
| | Christian Solidarity     | Joe Aston              | 499                 | 1,1  |       |          |
| | Sans étiquette           | Michael McInerney      | 234                 | 0,5  |       |          |
| 'Électorat : 71 491 Valide : 46 889 Non valide : 477 (1,0%) Quota : 9 378 Participation : 47 366 (66,3%) |                          |                        |                     |      |       |          |

### Élections générales de 1992
| Parti | Parti                    | Candidat               | Première préférence | %    | Siège | Comptage |
| --- | ------------------------ | ---------------------- | ------------------- | ---- | ----- | -------- |
| | Fine Gael                | Donal Carey            | 6 567               | 14,7 | 1     | 7        |
| | Fianna Fáil              | Tony Killeen           | 6 814               | 15,3 | 2     | 8        |
| | Parti travailliste       | Moosajee Bhamjee       | 5 113               | 11,5 | 3     | 8        |
| | Fianna Fáil              | Síle de Valera         | 6 752               | 15,1 | 4     | 8        |
| | Fianna Fáil              | Brendan Daly           | 5 940               | 13,3 |       |          |
| | Fine Gael                | Madeleine Taylor-Quinn | 4 873               | 10,9 |       |          |
| | Fianna Fáil              | Colm Wiley             | 3 582               | 8,0  |       |          |
| | Démocrates progressistes | Mary Mannion           | 3 112               | 6,9  |       |          |
| | Sans étiquette           | Frankie Neylon         | 977                 | 2,2  |       |          |
| | Sinn Féin                | Mike McKee             | 459                 | 1,0  |       |          |
| | Sans étiquette           | Michael McInerney      | 419                 | 0,9  |       |          |
| 'Électorat : 66 042 Valide : 44 608 Non valide : 537 (1,2%) Quota : 8 922 Participation : 45 145 (68,4%) |                          |                        |                     |      |       |          |

### Élections générales de 1989
| Parti                                                        | Parti                    | Candidat               | Première préférence | %    | Siège | Comptage |
| ------------------------------------------------------------ | ------------------------ | ---------------------- | ------------------- | ---- | ----- | -------- |
|                                                              | Fine Gael                | Donal Carey            | 8 730               | 19,7 | 1     |          |
|                                                              | Fine Gael                | Madeleine Taylor-Quinn | 7 384               | 16,7 | 2     |          |
|                                                              | Fianna Fáil              | Brendan Daly           | 8 130               | 18,4 | 3     |          |
|                                                              | Fianna Fáil              | Síle de Valera         | 6 939               | 15,7 | 4     |          |
|                                                              | Fianna Fáil              | Michael Guerin         | 5 129               | 11,6 |       |          |
|                                                              | Fianna Fáil              | William Loughnane      | 4 252               | 9,6  |       |          |
|                                                              | Démocrates progressistes | David O'Keeffe         | 2 853               | 6,4  |       |          |
|                                                              | Démocrates progressistes | Thomas Meaney          | 707                 | 1,6  |       |          |
|                                                              | Démocrates progressistes | Noel Moran             | 184                 | 0,4  |       |          |
| 'Électorat : ? Valide : 44 308 Quota : 8 862 Participation : |                          |                        |                     |      |       |          |

### Élections générales de 1987
| Parti                                                        | Parti                    | Candidat               | Première préférence | %    | Siège | Comptage |
| ------------------------------------------------------------ | ------------------------ | ---------------------- | ------------------- | ---- | ----- | -------- |
|                                                              | Fianna Fáil              | Síle de Valera         | 8 530               | 18,0 | 1     |          |
|                                                              | Fine Gael                | Donal Carey            | 8 045               | 17,0 | 2     |          |
|                                                              | Fianna Fáil              | Brendan Daly           | 7 897               | 16,7 | 3     |          |
|                                                              | Fine Gael                | Madeleine Taylor-Quinn | 5 229               | 11,0 | 4     |          |
|                                                              | Fianna Fáil              | Frank Barrett          | 4 799               | 10,1 |       |          |
|                                                              | Fianna Fáil              | John O'Rourke          | 3 796               | 8,0  |       |          |
|                                                              | Démocrates progressistes | David O'Keeffe         | 3 069               | 6,5  |       |          |
|                                                              | Démocrates progressistes | Thomas Meaney          | 2 534               | 5,4  |       |          |
|                                                              | Sans étiquette           | Thomas Brennan         | 2 230               | 4,7  |       |          |
|                                                              | Sans étiquette           | Brigid Makowski        | 644                 | 1,4  |       |          |
|                                                              | Parti travailliste       | Thomas O'Shaughnessy   | 600                 | 1,3  |       |          |
| 'Électorat : ? Valide : 47 373 Quota : 9 475 Participation : |                          |                        |                     |      |       |          |

### Élections générales de novembre 1982
| Parti                                                        | Parti              | Candidat               | Première préférence | %    | Siège | Comptage |
| ------------------------------------------------------------ | ------------------ | ---------------------- | ------------------- | ---- | ----- | -------- |
|                                                              | Fianna Fáil        | Sylvester Barrett      | 8 793               | 19,4 | 1     |          |
|                                                              | Fianna Fáil        | Brendan Daly           | 8 009               | 17,7 | 2     |          |
|                                                              | Fine Gael          | Madeleine Taylor-Quinn | 7 553               | 16,7 | 3     |          |
|                                                              | Fine Gael          | Donal Carey            | 6 339               | 14,0 | 4     |          |
|                                                              | Fianna Fáil        | Síle de Valera         | 6 471               | 14,3 |       |          |
|                                                              | Sans étiquette     | Bill Loughnane         | 2 674               | 5,9  |       |          |
|                                                              | Parti travailliste | Agnes McCarthy         | 2 344               | 5,2  |       |          |
|                                                              | Fianna Fáil        | Colm Wiley             | 2 133               | 4,7  |       |          |
|                                                              | Fine Gael          | Séamus Durack          | 934                 | 2,1  |       |          |
| 'Électorat : ? Valide : 45 250 Quota : 9 051 Participation : |                    |                        |                     |      |       |          |

### Élections générales de février 1982
| Parti                                                                                                   | Parti                      | Candidat          | %    | Comptage | Comptage | Comptage | Comptage | Comptage | Comptage |
| Parti                                                                                                   | Parti                      | Candidat          | %    | 1        | 2        | 3        | 4        | 5        | 6        |
| --- | -------------------------- | ----------------- | ---- | -------- | -------- | -------- | -------- | -------- | -------- |
| | Fianna Fáil                | Brendan Daly      | 22,5 | 9 819    |          |          |          |          |          |
| | Fianna Fáil                | Bill Loughnane    | 20,3 | 8 840    |          |          |          |          |          |
| | Fianna Fáil                | Sylvester Barrett | 16,6 | 7 216    | 8 078    | 8 111    | 8 031    | 8 511    | 8 855    |
| | Fine Gael                  | Donal Carey       | 17,4 | 7 570    | 7 635    | 7 660    | 7 680    | 7 855    | 8 778    |
| | Fine Gael                  | Madeleine Taylor  | 15,2 | 6 602    | 6 718    | 6 729    | 6 741    | 6 952    | 7 662    |
| | Parti travailliste         | Agnes McCarthy    | 4,5  | 1 957    | 1 985    | 2 001    | 2 048    | 2 214    |          |
| | Sinn Féin                  | Joe O'Connell     | 2,8  | 1 233    | 1 255    | 1 262    | 1 378    |          |          |
| | Irish Republican Socialist | Brigid Makowski   | 0,5  | 232      | 238      | 243      |          |          |          |
| | Independent Fianna Fáil    | Frank McTigue     | 0,2  | 100      | 106      |          |          |          |          |
| Électorat : 58 727 Valide : 43 569 Non valide : 347 (0,8%) Quota : 8 714 Participation : 43 916 (74,8%) |                            |                   |      |          |          |          |          |          |          |

### Élections générales de 1981
| Parti                                                        | Parti              | Candidat          | Première préférence | %    | Siège | Comptage |
| ------------------------------------------------------------ | ------------------ | ----------------- | ------------------- | ---- | ----- | -------- |
|                                                              | Fianna Fáil        | Brendan Daly      | 10 896              | 24,0 | 1     | 1        |
|                                                              | Fianna Fáil        | Sylvester Barrett | 8 574               | 18,9 | 2     |          |
|                                                              | Fine Gael          | Madeleine Taylor  | 5 881               | 13,0 | 3     |          |
|                                                              | Fianna Fáil        | Bill Loughnane    | 4 444               | 9,8  | 4     |          |
|                                                              | Fine Gael          | Donal Carey       | 5 203               | 11,5 |       |          |
|                                                              | Fine Gael          | Michael Howard    | 2 818               | 6,2  |       |          |
|                                                              | Fianna Fáil        | Bernard McNamara  | 2 676               | 5,9  |       |          |
|                                                              | Parti travailliste | Agnes McCarthy    | 2 471               | 5,5  |       |          |
|                                                              | Anti H-Block       | Thomas McAllister | 2 120               | 4,7  |       |          |
|                                                              | Sans étiquette     | Desmond Crowley   | 106                 | 0,2  |       |          |
|                                                              | Sans étiquette     | Laurence Griffin  | 62                  | 0,1  |       |          |
|                                                              | Sans étiquette     | Gerard Nix        | 57                  | 0,1  |       |          |
|                                                              | Sans étiquette     | Hugh O'Brien      | 21                  | 0,1  |       |          |
| 'Électorat : ? Valide : 45 329 Quota : 9 066 Participation : |                    |                   |                     |      |       |          |

### Élections générales de 1977
| Parti                                                        | Parti              | Candidat          | Première préférence | %    | Siège | Comptage |
| ------------------------------------------------------------ | ------------------ | ----------------- | ------------------- | ---- | ----- | -------- |
|                                                              | Fianna Fáil        | Brendan Daly      | 11 933              | 34,9 | 1     | 1        |
|                                                              | Fianna Fáil        | Sylvester Barrett | 11 626              | 34,0 | 2     | 1        |
|                                                              | Fine Gael          | Frank Taylor      | 5 080               | 14,9 | 3     |          |
|                                                              | Fine Gael          | Donal Carey       | 3 923               | 11,5 |       |          |
|                                                              | Parti travailliste | Agnes McCarthy    | 1 495               | 4,4  |       |          |
|                                                              | Sans étiquette     | Hugh O'Brien      | 153                 | 0,5  |       |          |
| 'Électorat : ? Valide : 34 210 Quota : 8 553 Participation : |                    |                   |                     |      |       |          |

### Élections générales de 1973
| Parti                                                        | Parti              | Candidat          | Première préférence | %    | Siège | Comptage |
| ------------------------------------------------------------ | ------------------ | ----------------- | ------------------- | ---- | ----- | -------- |
|                                                              | Fianna Fáil        | Sylvester Barrett | 7 203               | 25,3 | 1     |          |
|                                                              | Fine Gael          | Frank Taylor      | 5 330               | 18,7 | 2     |          |
|                                                              | Fianna Fáil        | Brendan Daly      | 5 758               | 20,2 | 3     |          |
|                                                              | Fianna Fáil        | Martin Cahill     | 4 576               | 16,1 |       |          |
|                                                              | Fine Gael          | Michael Howard    | 3 832               | 13,5 |       |          |
|                                                              | Parti travailliste | Michael Corley    | 1 794               | 6,3  |       |          |
| 'Électorat : ? Valide : 28 493 Quota : 7 124 Participation : |                    |                   |                     |      |       |          |

### Élections générales de 1969
| Parti                                                        | Parti              | Candidat          | Première préférence | %    | Siège | Comptage |
| ------------------------------------------------------------ | ------------------ | ----------------- | ------------------- | ---- | ----- | -------- |
|                                                              | Fianna Fáil        | Sylvester Barrett | 7 009               | 25,3 | 1     | 1        |
|                                                              | Fianna Fáil        | Patrick Hillery   | 6 848               | 24,7 | 2     |          |
|                                                              | Fine Gael          | Frank Taylor      | 4 697               | 16,9 | 3     |          |
|                                                              | Fine Gael          | Michael Howard    | 3 690               | 13,3 |       |          |
|                                                              | Fianna Fáil        | Jack Lynch        | 3 383               | 12,2 |       |          |
|                                                              | Parti travailliste | Flan Honan        | 1 597               | 5,8  |       |          |
|                                                              | Parti travailliste | Terence Higgins   | 533                 | 1,9  |       |          |
| 'Électorat : ? Valide : 27 757 Quota : 6 940 Participation : |                    |                   |                     |      |       |          |

### Élection partielle de 1968
De par le décès du député du Fine Gael William Murphy, une élection partielle a lieu le 14 mars 1968. Le siège est gagné par le candidat du Fianna Fáil Sylvester Barrett.
| Parti                                                                    | Parti              | Candidat          | Première préférence | %    | Siège | Comptage |
| ------------------------------------------------------------------------ | ------------------ | ----------------- | ------------------- | ---- | ----- | -------- |
|                                                                          | Fianna Fáil        | Sylvester Barrett | 19 066              | 58,7 | 1     | 1        |
|                                                                          | Fine Gael          | Patrick Bugler    | 9 313               | 28,7 |       |          |
|                                                                          | Parti travailliste | Flan Honan        | 3 799               | 11,7 |       |          |
|                                                                          | Sans étiquette     | Jean Grace        | 293                 | 0,9  |       |          |
| 'Électorat : 48 182 Valide : 32 471 Quota : 16 236 Participation : 67,4% |                    |                   |                     |      |       |          |

### Élections générales de 1965
| Parti                                                        | Parti              | Candidat         | Première préférence   | %    | Siège | Comptage |
| ------------------------------------------------------------ | ------------------ | ---------------- | --------------------- | ---- | ----- | -------- |
|                                                              | Ceann Comhairle    | Patrick Hogan    | Réélu automatiquement | N/A  | 1     | 1        |
|                                                              | Fianna Fáil        | Patrick Hillery  | 14 372                | 41,8 | 2     | 1        |
|                                                              | Fine Gael          | William Murphy   | 8 715                 | 25,3 | 3     | 1        |
|                                                              | Fianna Fáil        | Seán Ó Ceallaigh | 5 819                 | 16,9 | 4     |          |
|                                                              | Fine Gael          | Francis Gordon   | 3 131                 | 9,1  |       |          |
|                                                              | Parti travailliste | P, A, Ó Síocháin | 2 362                 | 6,9  |       |          |
| 'Électorat : ? Valide : 34 399 Quota : 8 600 Participation : |                    |                  |                       |      |       |          |

### Élections générales de 1961
| Parti                                                        | Parti           | Candidat         | Première préférence   | %    | Siège | Comptage |
| ------------------------------------------------------------ | --------------- | ---------------- | --------------------- | ---- | ----- | -------- |
|                                                              | Ceann Comhairle | Patrick Hogan    | Réélu automatiquement | N/A  | 1     | 1        |
|                                                              | Fianna Fáil     | Patrick Hillery  | 12 687                | 37,7 | 2     | 1        |
|                                                              | Fine Gael       | William Murphy   | 9 066                 | 27,0 | 3     | 1        |
|                                                              | Fianna Fáil     | Seán Ó Ceallaigh | 5 494                 | 16,3 | 4     |          |
|                                                              | Fine Gael       | Francis Gordon   | 3 197                 | 9,5  |       |          |
|                                                              | Sinn Féin       | Séamus Sabhat    | 3 174                 | 9,4  |       |          |
| 'Électorat : ? Valide : 33 618 Quota : 8 405 Participation : |                 |                  |                       |      |       |          |

### 1959 élection partielle
Suivant l'élection de Éamon de Valera comme Président de l'Irlande, une élection partielle a lieu le 22 juillet 1959. Le siège est gagné par le candidat du Fianna Fáil Seán Ó Ceallaigh.
| Parti                                                                    | Parti       | Candidat         | Première préférence | %    | Siège | Comptage |
| ------------------------------------------------------------------------ | ----------- | ---------------- | ------------------- | ---- | ----- | -------- |
|                                                                          | Fianna Fáil | Seán Ó Ceallaigh | 18 154              | 56,1 | 1     | 1        |
|                                                                          | Fine Gael   | Francis Gordon   | 8 770               | 27,1 |       |          |
|                                                                          | Sinn Féin   | Séamus Sabhat    | 5 464               | 16,9 |       |          |
| 'Électorat : 47 227 Valide : 32 388 Quota : 16 195 Participation : 68,6% |             |                  |                     |      |       |          |

### Élections générales de 1957
| Parti                                                        | Parti           | Candidat        | Première préférence   | %    | Siège | Comptage |
| ------------------------------------------------------------ | --------------- | --------------- | --------------------- | ---- | ----- | -------- |
|                                                              | Ceann Comhairle | Patrick Hogan   | Automatiquement réélu | N/A  | 1     | 1        |
|                                                              | Fianna Fáil     | Éamon de Valera | 16 159                | 44,8 | 2     | 1        |
|                                                              | Fine Gael       | William Murphy  | 8 976                 | 24,9 | 3     |          |
|                                                              | Fianna Fáil     | Patrick Hillery | 6 026                 | 16,7 | 4     |          |
|                                                              | Fine Gael       | Bernard Lynch   | 3 115                 | 8,6  |       |          |
|                                                              | Fianna Fáil     | Sean O'Grady    | 1 817                 | 5,0  |       |          |
| 'Électorat : ? Valide : 36 093 Quota : 9 024 Participation : |                 |                 |                       |      |       |          |

### Élections générales de 1954
| Parti                                                         | Parti              | Candidat        | Première préférence   | %    | Siège | Comptage |
| ------------------------------------------------------------- | ------------------ | --------------- | --------------------- | ---- | ----- | -------- |
|                                                               | Ceann Comhairle    | Patrick Hogan   | Automatiquement réélu | N/A  | 1     | 1        |
|                                                               | Fianna Fáil        | Éamon de Valera | 12 679                | 31,3 | 2     | 1        |
|                                                               | Fine Gael          | William Murphy  | 7 945                 | 19,6 | 3     |          |
|                                                               | Fianna Fáil        | Patrick Hillery | 6 189                 | 15,3 | 4     |          |
|                                                               | Parti travailliste | Gerard Griffin  | 4 714                 | 11,6 |       |          |
|                                                               | Fianna Fáil        | Thomas O'Meara  | 4 582                 | 11,3 |       |          |
|                                                               | Fine Gael          | Vincent McHugh  | 2 044                 | 5,1  |       |          |
|                                                               | Clann na Poblachta | Seán O'Connor   | 1 377                 | 3,4  |       |          |
|                                                               | Sinn Féin          | Martin Whyte    | 979                   | 2,4  |       |          |
| 'Électorat : ? Valide : 40 509 Quota : 10 128 Participation : |                    |                 |                       |      |       |          |

### Élections générales de 1951
| Parti                                                        | Parti              | Candidat        | Première préférence | %    | Siège | Comptage |
| ------------------------------------------------------------ | ------------------ | --------------- | ------------------- | ---- | ----- | -------- |
|                                                              | Fianna Fáil        | Éamon de Valera | 13 850              | 33,4 | 1     | 1        |
|                                                              | Fine Gael          | William Murphy  | 8 016               | 19,3 | 2     |          |
|                                                              | Fianna Fáil        | Patrick Hillery | 4 063               | 9,8  | 3     |          |
|                                                              | Parti travailliste | Patrick Hogan   | 5 213               | 12,6 | 4     |          |
|                                                              | Sans étiquette     | Thomas Burke    | 4 031               | 9,7  |       |          |
|                                                              | Fianna Fáil        | M, Considine    | 2 634               | 6,4  |       |          |
|                                                              | Fianna Fáil        | Seán O'Grady    | 2 028               | 4,9  |       |          |
|                                                              | Fine Gael          | Vincent McHugh  | 1 648               | 4,0  |       |          |
| 'Électorat : ? Valide : 41 483 Quota : 8 297 Participation : |                    |                 |                     |      |       |          |

### Élections générales de 1948
| Parti                                                        | Parti              | Candidat         | Première préférence | %    | Siège | Comptage |
| ------------------------------------------------------------ | ------------------ | ---------------- | ------------------- | ---- | ----- | -------- |
|                                                              | Fianna Fáil        | Éamon de Valera  | 12 574              | 30,3 | 1     | 1        |
|                                                              | Fianna Fáil        | Seán O'Grady     | 3 020               | 7,3  | 2     |          |
|                                                              | Sans étiquette     | Thomas Burke     | 4 576               | 11,0 | 3     |          |
|                                                              | Parti travailliste | Patrick Hogan    | 4 586               | 11,1 | 4     |          |
|                                                              | Fianna Fáil        | Patrick Shanahan | 3 235               | 7,8  |       |          |
|                                                              | Fine Gael          | Charles Burke    | 2 854               | 6,9  |       |          |
|                                                              | Fianna Fáil        | Seán Brady       | 2 697               | 6,5  |       |          |
|                                                              | Clann na Talmhan   | Thomas Burke     | 2 042               | 4,9  |       |          |
|                                                              | Clann na Poblachta | Peter O'Loughlin | 1 732               | 4,2  |       |          |
|                                                              | Clann na Poblachta | Thomas Lillis    | 1 612               | 3,9  |       |          |
|                                                              | Fine Gael          | Austin Brennan   | 1 183               | 2,9  |       |          |
|                                                              | Clann na Poblachta | Timothy Smythe   | 851                 | 2,1  |       |          |
|                                                              | Fine Gael          | Edward Monahan   | 552                 | 1,3  |       |          |
| 'Électorat : ? Valide : 41 514 Quota : 8 303 Participation : |                    |                  |                     |      |       |          |

### 1945 élection partielle
Après la mort du député du Fine Gael Patrick Burke, une élection partielle a lieu le 4 décembre 1945. Le siège est gagné par le candidat du Fianna Fáil Patrick Shanahan.
| Parti                                                                    | Parti       | Candidat         | Première préférence | %    | Siège | Comptage |
| ------------------------------------------------------------------------ | ----------- | ---------------- | ------------------- | ---- | ----- | -------- |
|                                                                          | Fianna Fáil | Patrick Shanahan | 21,526              | 72,2 | 1     | 1        |
|                                                                          | Fine Gael   | Edward Monahan   | 8,299               | 27,8 |       |          |
| 'Électorat : 60,993 Valide : 29,825 Quota : 14,913 Participation : 48,9% |             |                  |                     |      |       |          |

### Élections générales de 1944
| Parti                                                        | Parti              | Candidat        | Première préférence | %    | Siège | Comptage |
| ------------------------------------------------------------ | ------------------ | --------------- | ------------------- | ---- | ----- | -------- |
|                                                              | Fianna Fáil        | Éamon de Valera | 14 200              | 31,8 | 1     | 1        |
|                                                              | Fianna Fáil        | Seán O'Grady    | 4 850               | 10,9 | 2     |          |
|                                                              | Fianna Fáil        | Peter O'Loghlen | 6 183               | 13,9 | 3     |          |
|                                                              | Fine Gael          | Patrick Burke   | 6 013               | 13,5 | 4     |          |
|                                                              | Sans étiquette     | Thomas Burke    | 4 993               | 11,2 | 5     |          |
|                                                              | Parti travailliste | Patrick Hogan   | 5 376               | 12,1 |       |          |
|                                                              | Sans étiquette     | Denis Healy     | 2 985               | 6,7  |       |          |
| 'Électorat : ? Valide : 44 600 Quota : 7 434 Participation : |                    |                 |                     |      |       |          |

### Élections générales de 1943
| Parti                                                        | Parti              | Candidat         | Première préférence | %    | Siège | Comptage |
| ------------------------------------------------------------ | ------------------ | ---------------- | ------------------- | ---- | ----- | -------- |
|                                                              | Fianna Fáil        | Éamon de Valera  | 14 961              | 30,9 | 1     | 1        |
|                                                              | Fianna Fáil        | Seán O'Grady     | 4 167               | 8,6  | 2     |          |
|                                                              | Fine Gael          | Patrick Burke    | 4 926               | 10,2 | 3     |          |
|                                                              | Sans étiquette     | Thomas Burke     | 4 637               | 9,6  | 4     |          |
|                                                              | Parti travailliste | Patrick Hogan    | 5 177               | 10,7 | 5     |          |
|                                                              | Fianna Fáil        | Peter O'Loghlen  | 3 240               | 6,7  |       |          |
|                                                              | Sans étiquette     | John Clancy      | 2 433               | 5,0  |       |          |
|                                                              | Sans étiquette     | William Clune    | 1 832               | 3,8  |       |          |
|                                                              | Fine Gael          | William Counihan | 1 639               | 3,4  |       |          |
|                                                              | Sans étiquette     | John Fahy        | 1 376               | 2,8  |       |          |
|                                                              | Fianna Fáil        | Patrick McMahon  | 1 013               | 2,1  |       |          |
|                                                              | Sans étiquette     | Stanislaus Burke | 953                 | 2,0  |       |          |
|                                                              | Fine Gael          | Cormac Halpin    | 789                 | 1,6  |       |          |
|                                                              | Sans étiquette     | Seán Hogan       | 700                 | 1,5  |       |          |
|                                                              | Parti travailliste | Joseph Hughes    | 543                 | 1,1  |       |          |
| 'Électorat : ? Valide : 48 386 Quota : 8 065 Participation : |                    |                  |                     |      |       |          |

### Élections générales de 1938
| Parti                                                        | Parti              | Candidat        | Première préférence | %    | Siège | Comptage |
| ------------------------------------------------------------ | ------------------ | --------------- | ------------------- | ---- | ----- | -------- |
|                                                              | Fianna Fáil        | Éamon de Valera | 14 723              | 29,7 | 1     | 1        |
|                                                              | Fianna Fáil        | Seán O'Grady    | 7 270               | 14,7 | 2     |          |
|                                                              | Fianna Fáil        | Peter O'Loghlen | 3 079               | 6,2  | 3     |          |
|                                                              | Sans étiquette     | Thomas Burke    | 6 525               | 13,2 | 4     |          |
|                                                              | Fine Gael          | Patrick Burke   | 6 280               | 12,7 | 5     |          |
|                                                              | Parti travailliste | Patrick Hogan   | 5 713               | 11,5 |       |          |
|                                                              | Fianna Fáil        | Martin Sexton   | 4 305               | 8,7  |       |          |
|                                                              | Fine Gael          | Edmund Carroll  | 1 686               | 3,4  |       |          |
| 'Électorat : ? Valide : 49 581 Quota : 8 264 Participation : |                    |                 |                     |      |       |          |

### Élections générales de 1937
| Parti                                                        | Parti              | Candidat            | Première préférence | %    | Siège | Comptage |
| ------------------------------------------------------------ | ------------------ | ------------------- | ------------------- | ---- | ----- | -------- |
|                                                              | Fianna Fáil        | Éamon de Valera     | 14 012              | 28,6 | 1     | 1        |
|                                                              | Fianna Fáil        | Seán O'Grady        | 4 410               | 9,0  | 2     |          |
|                                                              | Fine Gael          | Patrick Burke       | 6 327               | 12,9 | 3     |          |
|                                                              | Sans étiquette     | Thomas Burke        | 6 333               | 12,9 | 4     |          |
|                                                              | Parti travailliste | Patrick Hogan       | 5 262               | 10,7 | 5     |          |
|                                                              | Fine Gael          | Bartholomew Crowley | 3 807               | 7,8  |       |          |
|                                                              | Sans étiquette     | Patrick Houlihan    | 2 821               | 5,8  |       |          |
|                                                              | Fianna Fáil        | Thomas Shalloo      | 2 555               | 5,2  |       |          |
|                                                              | Fianna Fáil        | Séamus Keely        | 1 764               | 3,6  |       |          |
|                                                              | Fine Gael          | William Murphy      | 1 747               | 3,6  |       |          |
| 'Électorat : ? Valide : 49 038 Quota : 8 174 Participation : |                    |                     |                     |      |       |          |

### Élections générales de 1933
| Parti                                                        | Parti                 | Candidat         | Première préférence | %    | Siège | Comptage |
| ------------------------------------------------------------ | --------------------- | ---------------- | ------------------- | ---- | ----- | -------- |
|                                                              | Fianna Fáil           | Éamon de Valera  | 18 574              | 42,1 | 1     | 1        |
|                                                              | Fianna Fáil           | Patrick Houlihan | 3 289               | 7,5  | 2     |          |
|                                                              | Cumann na nGaedheal   | Patrick Burke    | 5 254               | 11,9 | 3     |          |
|                                                              | Parti travailliste    | Patrick Hogan    | 4 307               | 9,8  | 4     |          |
|                                                              | Fianna Fáil           | Seán O'Grady     | 3 079               | 7,0  | 5     |          |
|                                                              | National Centre Party | Patrick Baxter   | 4 041               | 9,2  |       |          |
|                                                              | Fianna Fáil           | Martin Sexton    | 3 618               | 8,2  |       |          |
|                                                              | Cumann na nGaedheal   | Thomas Flavey    | 1 993               | 4,5  |       |          |
| 'Électorat : ? Valide : 44 155 Quota : 7 360 Participation : |                       |                  |                     |      |       |          |

### Élections générales de 1932
| Parti                                                        | Parti               | Candidat         | Première préférence | %    | Siège | Comptage |
| ------------------------------------------------------------ | ------------------- | ---------------- | ------------------- | ---- | ----- | -------- |
|                                                              | Fianna Fáil         | Éamon de Valera  | 12 504              | 30,2 | 1     | 1        |
|                                                              | Parti travailliste  | Patrick Hogan    | 5 701               | 13,8 | 2     |          |
|                                                              | Fianna Fáil         | Seán O'Grady     | 4 002               | 9,7  | 3     |          |
|                                                              | Fianna Fáil         | Martin Sexton    | 5 444               | 13,2 | 4     |          |
|                                                              | Cumann na nGaedheal | Patrick Burke    | 5 254               | 12,7 | 5     |          |
|                                                              | Cumann na nGaedheal | Patrick Kelly    | 4 301               | 10,4 |       |          |
|                                                              | Fianna Fáil         | Patrick Houlihan | 2 408               | 5,8  |       |          |
|                                                              | Cumann na nGaedheal | Hubert Hunt      | 1 783               | 4,3  |       |          |
| 'Électorat : ? Valide : 41 397 Quota : 6 900 Participation : |                     |                  |                     |      |       |          |

### Élections générales de septembre 1927
| Parti                                                        | Parti               | Candidat         | Première préférence | %    | Siège | Comptage |
| ------------------------------------------------------------ | ------------------- | ---------------- | ------------------- | ---- | ----- | -------- |
|                                                              | Fianna Fáil         | Éamon de Valera  | 13 902              | 34,3 | 1     | 1        |
|                                                              | Fianna Fáil         | Patrick Houlihan | 3 003               | 7,4  | 2     |          |
|                                                              | Cumann na nGaedheal | Patrick Kelly    | 5 646               | 13,9 | 3     |          |
|                                                              | Parti travailliste  | Patrick Hogan    | 4 683               | 11,6 | 4     |          |
|                                                              | Fianna Fáil         | Martin Sexton    | 3 506               | 8,7  | 5     |          |
|                                                              | Cumann na nGaedheal | Patrick Burke    | 4 201               | 10,4 |       |          |
|                                                              | Farmers' Party      | Thomas Falvey    | 2 481               | 6,1  |       |          |
|                                                              | Cumann na nGaedheal | Seán O'Dea       | 2 136               | 5,3  |       |          |
|                                                              | Fianna Fáil         | John O'Dwyer     | 977                 | 2,4  |       |          |
| 'Électorat : ? Valide : 40 535 Quota : 6 756 Participation : |                     |                  |                     |      |       |          |

### Élections générales de juin 1927
| Parti                                                        | Parti                 | Candidat         | Première préférence | %    | Siège | Comptage |
| ------------------------------------------------------------ | --------------------- | ---------------- | ------------------- | ---- | ----- | -------- |
|                                                              | Fianna Fáil           | Éamon de Valera  | 13 029              | 33,8 | 1     | 1        |
|                                                              | Farmers' Party        | Thomas Falvey    | 5 140               | 13,3 | 2     |          |
|                                                              | Parti travailliste    | Patrick Hogan    | 4 147               | 10,8 | 5     |          |
|                                                              | Cumann na nGaedheal   | Patrick Kelly    | 3 612               | 9,4  | 3     |          |
|                                                              | Fianna Fáil           | Patrick Houlihan | 1 500               | 3,9  | 4     |          |
|                                                              | National League Party | Thomas O'Donnell | 2 830               | 7,3  |       |          |
|                                                              | Cumann na nGaedheal   | Hubert Hunt      | 2 382               | 6,2  |       |          |
|                                                              | Sans étiquette        | Denis Healy      | 2 368               | 6,1  |       |          |
|                                                              | Sinn Féin             | Brian O'Higgins  | 1 412               | 3,7  |       |          |
|                                                              | Cumann na nGaedheal   | James O'Flynn    | 1 327               | 3,4  |       |          |
|                                                              | Fianna Fáil           | Seán O'Grady     | 799                 | 2,1  |       |          |
| 'Électorat : ? Valide : 38 546 Quota : 6 425 Participation : |                       |                  |                     |      |       |          |

### Élections générales de 1923
| Parti                                                                   | Parti               | Candidat          | Première préférence | %    | Siège | Comptage |
| ----------------------------------------------------------------------- | ------------------- | ----------------- | ------------------- | ---- | ----- | -------- |
|                                                                         | Republican          | Éamon de Valera   | 17 762              | 45,0 | 1     | 1        |
|                                                                         | Cumann na nGaedheal | Eoin MacNeill     | 8 196               | 20,8 | 2     | 1        |
|                                                                         | Republican          | Brian O'Higgins   | 114                 | 0,3  | 3     | 12       |
|                                                                         | Farmers' Party      | Conor Hogan       | 1 914               | 4,9  | 4     | 14       |
|                                                                         | Parti travailliste  | Patrick Hogan     | 2 083               | 5,3  | 5     | 14       |
|                                                                         | Parti travailliste  | Patrick MacNamara | 2 140               | 5,4  |       |          |
|                                                                         | Cumann na nGaedheal | Michael Hehir     | 1 809               | 4,6  |       |          |
|                                                                         | Farmers' Party      | Batt Skehan       | 1 556               | 3,9  |       |          |
|                                                                         | Farmers' Party      | Patrick Ryan      | 1 313               | 3,3  |       |          |
|                                                                         | Cumann na nGaedheal | James O'Regan     | 918                 | 2,3  |       |          |
|                                                                         | Cumann na nGaedheal | Patrick Kelly     | 588                 | 1,5  |       |          |
|                                                                         | Republican          | Frank Barrett     | 482                 | 1,2  |       |          |
|                                                                         | Cumann na nGaedheal | Peter O'Loughlin  | 237                 | 0,6  |       |          |
|                                                                         | Republican          | Michael Comyn     | 219                 | 0,6  |       |          |
|                                                                         | Republican          | Thomas Honan      | 114                 | 0,3  |       |          |
| 'Électorat : 58,495 Valide : 39,445 Quota : 6,575 Participation : 67,4% |                     |                   |                     |      |       |          |

### Élections générales de 1922
| Parti                                                | Parti                   | Candidat        | Première préférence | %   | Siège | Comptage |
| ---------------------------------------------------- | ----------------------- | --------------- | ------------------- | --- | ----- | -------- |
|                                                      | Sinn Féin (pro-traité)  | Patrick Brennan | Unopposed           | N/A | 1     |          |
|                                                      | Sinn Féin (anti-traité) | Éamon de Valera | Unopposed           | N/A | 2     |          |
|                                                      | Sinn Féin (pro-traité)  | Sean Liddy      | Unopposed           | N/A | 3     |          |
|                                                      | Sinn Féin (anti-traité) | Brian O'Higgins | Unopposed           | N/A | 4     |          |
| 'Électorat : 46 833 Valide : Quota : Participation : |                         |                 |                     |     |       |          |

### Élections générales de 1921
| Parti | Parti     | Candidat        | Première préférence | %   | Siège | Comptage |
| ----- | --------- | --------------- | ------------------- | --- | ----- | -------- |
|       | Sinn Féin | Patrick Brennan | Unopposed           | N/A | 1     |          |
|       | Sinn Féin | Éamon de Valera | Unopposed           | N/A | 2     |          |
|       | Sinn Féin | Sean Liddy      | Unopposed           | N/A | 3     |          |
|       | Sinn Féin | Brian O'Higgins | Unopposed           | N/A | 4     |          |